# Castello di Pietraversa
Il castello di Pietraversa o Pietravelsa o ancora Petravelsa, era un castello risalente almeno al XII secolo nell'omonimo località sulle colline di Montevarchi.

## Storia
(Prospero Gasparo Conti, Storia civile ed ecclesiastica della terra di Montevarchi, Manoscritto, 1747)
La prima menzione di Pietraversa come castello risale a un diploma del 1191 a firma dell'imperatore Enrico VI in cui se ne confermava il possesso a Guido Guerra III dei Conti Guidi. Possesso che fu poi ribadito in un altro diploma, stavolta del 1220, con il quale Federico II confermava ai cinque figli ed eredi di Guido Guerra la signoria su diverse località tra cui «Trappolam, Montelungum, Poczum, Tassum, Petravelsam».
Lo stesso imperatore, nel 1247, specificò ulteriormente che «Monchionem et Petraversam [...] cum eorum curiis et pertinetiis [...] et quartam partem Montevarchii et ejus Curiae et districtus et Hospitale de Genestra cum ejus pertinentiis» spettavano a Guido Novello e Simone di Battifolle, figli di Guido Guerra IV.
Poco dopo comunque Pietraversa, e dunque i suoi signori, entrò nella sfera di influenza fiorentina o meglio si affiliò a Firenze tanto che nel 1260 venne decretata la riunione dei suoi soldati, insieme a quelli di Caposelvi e Montevarchi, in un unico battaglione.
Toccò, nel 1273, all'allora podestà di Montevarchi Brunetto Latini fare di tre comandanti e tre vessilli una sola unità di combattimento di quelle che componevano l'ormai sempre più forte esercito della repubblica.
E proprio al conte Guido Novello e a Guido suo figlio, il 3 settembre 1274, il Comune di Firenze, impose di togliere il bando (rebannatur) agli «homines Petravelsam» che, evidentemente, avevano tentato di liberarsi dal gioco feudale e tentato di unirsi direttamente a Firenze e alla sua repubblica.
Non passò poi molto che i Conti Guidi furono comunque cacciati dal castello perché nell'ottobre del 1336 Pietraversa, insieme agli altri castelli del comprensorio di Montevarchi, si era ribellata a Guido di Ugo da Battifolle per il "male reggimento che 'l giovane facea a' suoi fedeli d'opera di femmine, e ancora per sodducimento e conforto di certi grandi popolari di Firenze reggenti e nemici de' conti".

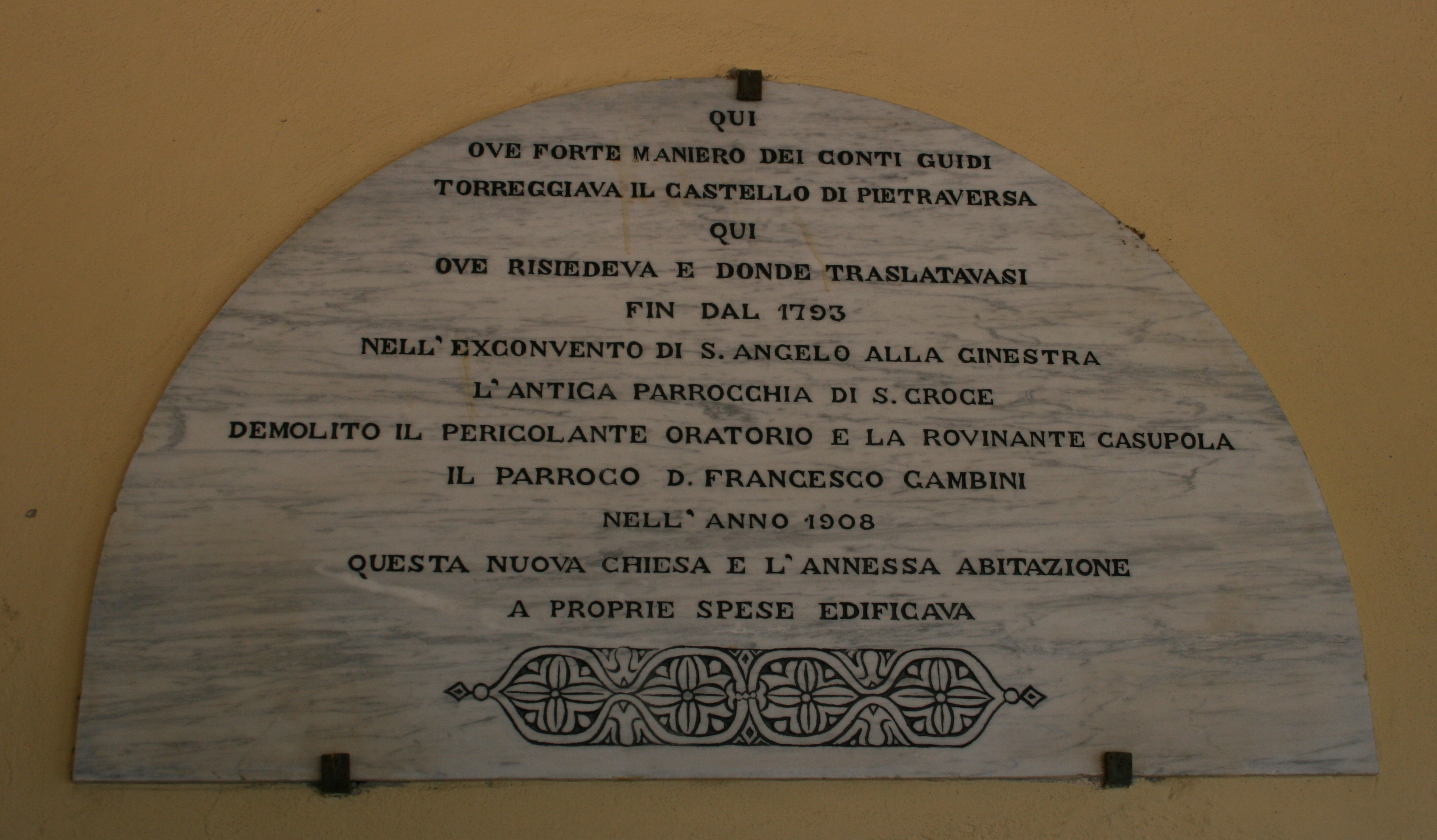
Targa che ricorda l'esistenza del castello.

Venne dunque accolta nella repubblica fiorentina che, con la vicina San Leonardo, la eresse a comune e la dotò di una propria podesteria addirittura indipendente da quella di Montevarchi. Ma per poco. Nel 1343 infatti, pur rimanendo comune, Pietraversa venne posta dai Fiorentini sotto il podestà di Montevarchi.
L'anno dopo fu comunque restituita ai Guidi per i buoni servigi resi a Firenze da Simone II di Battifolle in occasione della cacciata del Duca d'Atene. Infatti «restava solo a riconoscersi il Conte Simone da Battifolle, il quale s' era portato tanto fedelmente in servigio della Republica. I Priori perciò si presero la cura di far ristituire a lui e al Conte Guido suo nipote, che ne facevano instanza, i luoghi di Ganghereto, del Pozzo, di Pernìna, di Mondane, di Barbischio, et di Pietravelsa, per i quali non erano mai stati pagati da Fiorentini gli ottomila fiorini d'oro dovuti loro».
Ed era ancora sotto i Guidi nel 1374 quando ne era feudatario Guido di Battifolle che, in quell'anno, vendette molti suoi possedimenti ai fiorentini escluso Moncioni e Pietraversa. Perché «fatto il partito si stabilì per condizione che la Terra Moncionis et Petravelse colle proprie corti, distretti e pertinenze, uomini e persone et mansionariis e diritti rimangano di pertinenza del conte Guido e dei suoi eredi, col mero e misto impero e la podestà della spada, immuni da qualunque giurisdizione e preminenza del Comune».

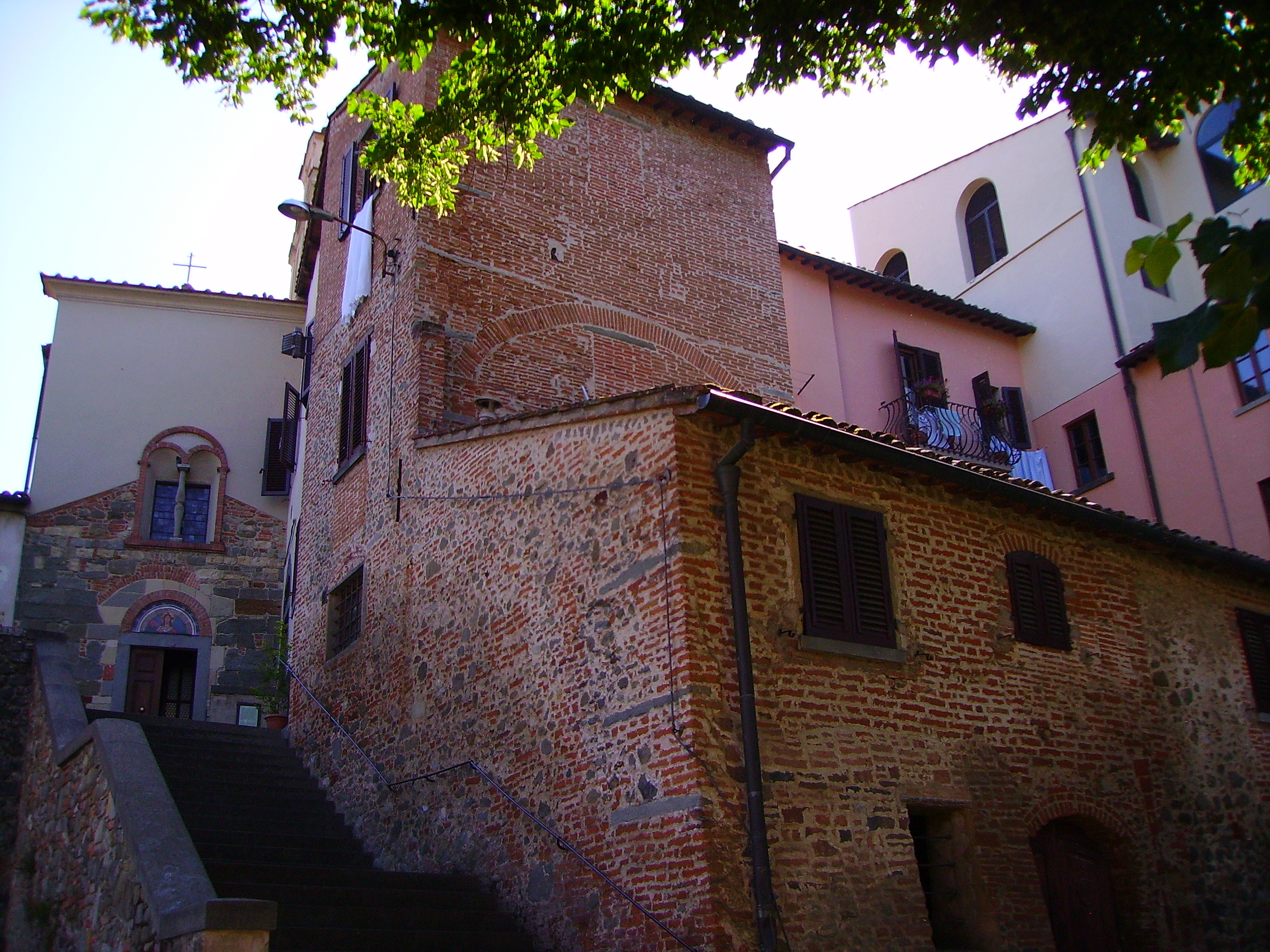
L' ex ospedale e monastero della Ginestra a Montevarchi

«L'anno 1379 di Novembre il conte Guido del già conte Ugo donò tra vivi al conte Guido Novello suo figliolo emancipato il castello di Moncione e sue appartenenze nel Valdarno di Sopra, il castello e la fortezza di Barbischio con il borgo di Gaiole in Chianti e il castello di Pietravelsa posto in Valdarno di sopra con le sue ville, beni e giurisdizioni, e il mero e misto imperio. L'anno 1380 di Maggio il Conte Guido Novello emancipato dona tra vivi alla contessa Antonia sua sorella carnale e moglie di Giovanni d'Andrea dei Bardi tutto quello che fu donato a lui dal conte Guido suo padre. L'anno 1422 era differenza tra la contessa Ghita figliuola del già conte Bernardo e moglie di Rinaldo de' Peruzzi da una [parte] e Filippozzo de' Bardi e Andrea suo figliuolo e Antonio dei Pitti in nome della Caterina sua sorella stata moglie del Conte Guido Guerra da Battifolle conte di moncioni [dall'altra] ed avendo rimessa questa differenza in tre dottori ed avvocati fiorentini; questi vedute le due sopraddette donazioni del 1379 e 1380 e dedotto che la suddetta contessa Ghita possiede i suddetti beni, lodano a 28 di febbraio dell'istesso anno 1422 che ella sia in pacifico possesso di detti castelli e beni liberandola dalle domande dei Bardi e dei Pitti».
Comunque dopo il 1422 Pietraversa tornò a Firenze che la rielesse a comune ma senza podesteria e le fu annesso l'Ospedale della Ginestra anche questo appartenuto ai Guidi fino al 1254.

## La chiesa di Santa Croce a Pietraversa

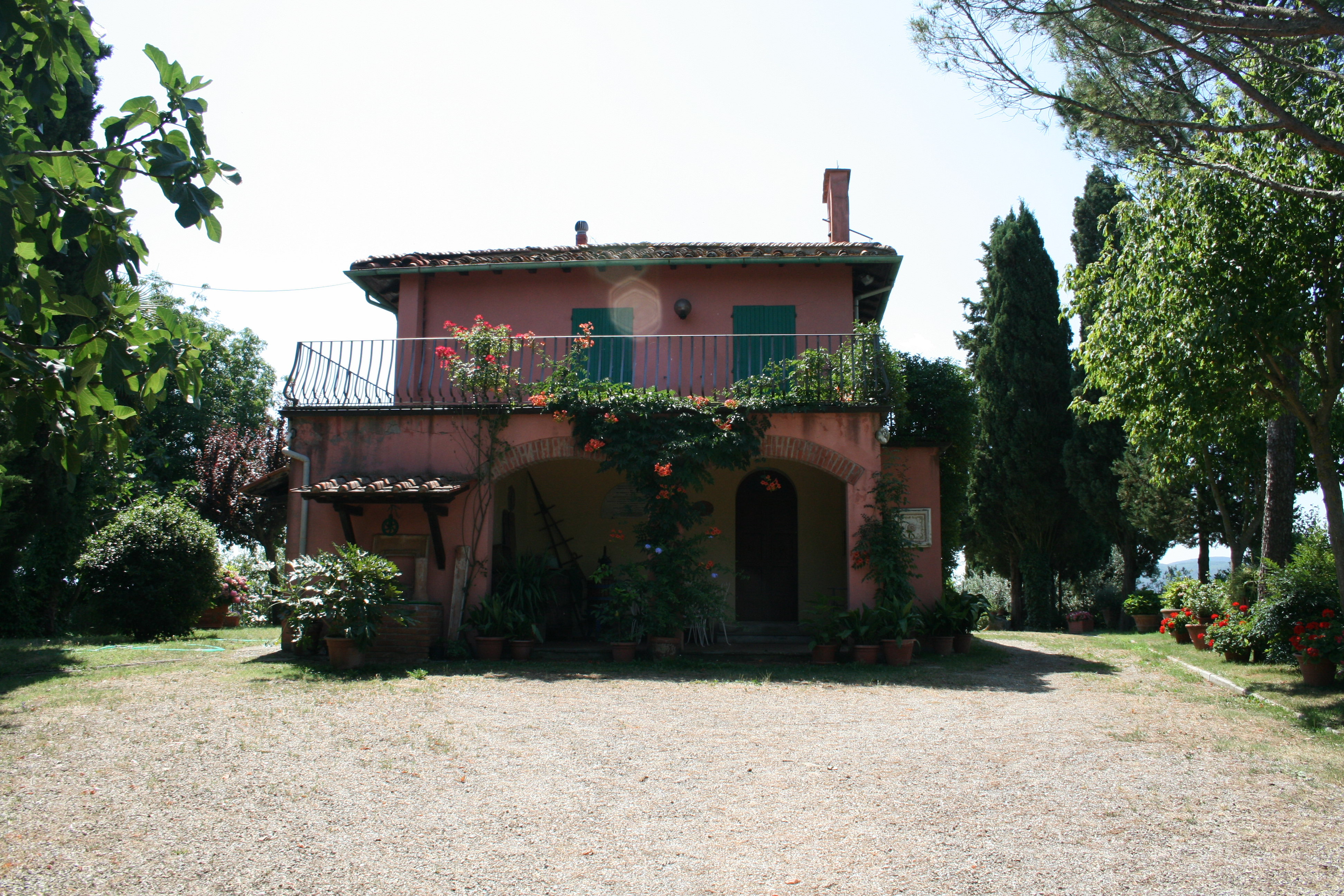
La chiesa, o quel che ne rimane, di Santa Croce a Pietraversa

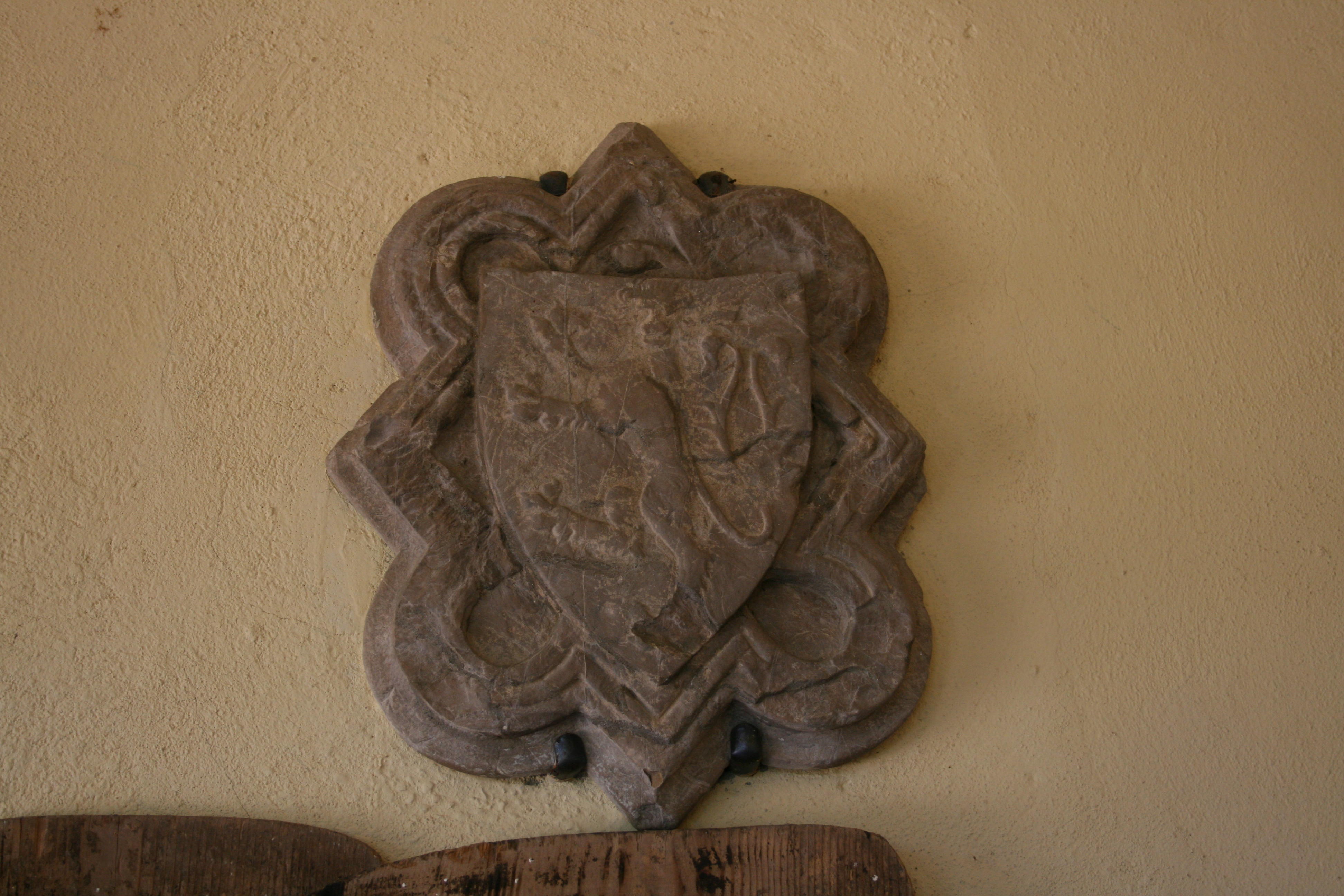
Stemma sulla facciata della chiesa di Pietraversa

Il castello di Pietraversa possedeva anche una chiesa parrocchiale che andava sotto il titolo di Santa Croce e che era filiale della Pieve di Galatrona. L'esistenza della chiesa è attestata già nel XII secolo nel Libro di Montaperti dove, fra le promissioni e mallevadorie relative alla quantità di grano che dovevano fornire i popoli e le chiese del contado o soggette al Comune fiorentino per l'approvvigionamento di Montalcino e in preparazione alla guerra contro i senesi, si trova annotato che «Guido Moffei, rector Sancte Crucis de Petravelsa» venne tassato a «stara VIII grani».

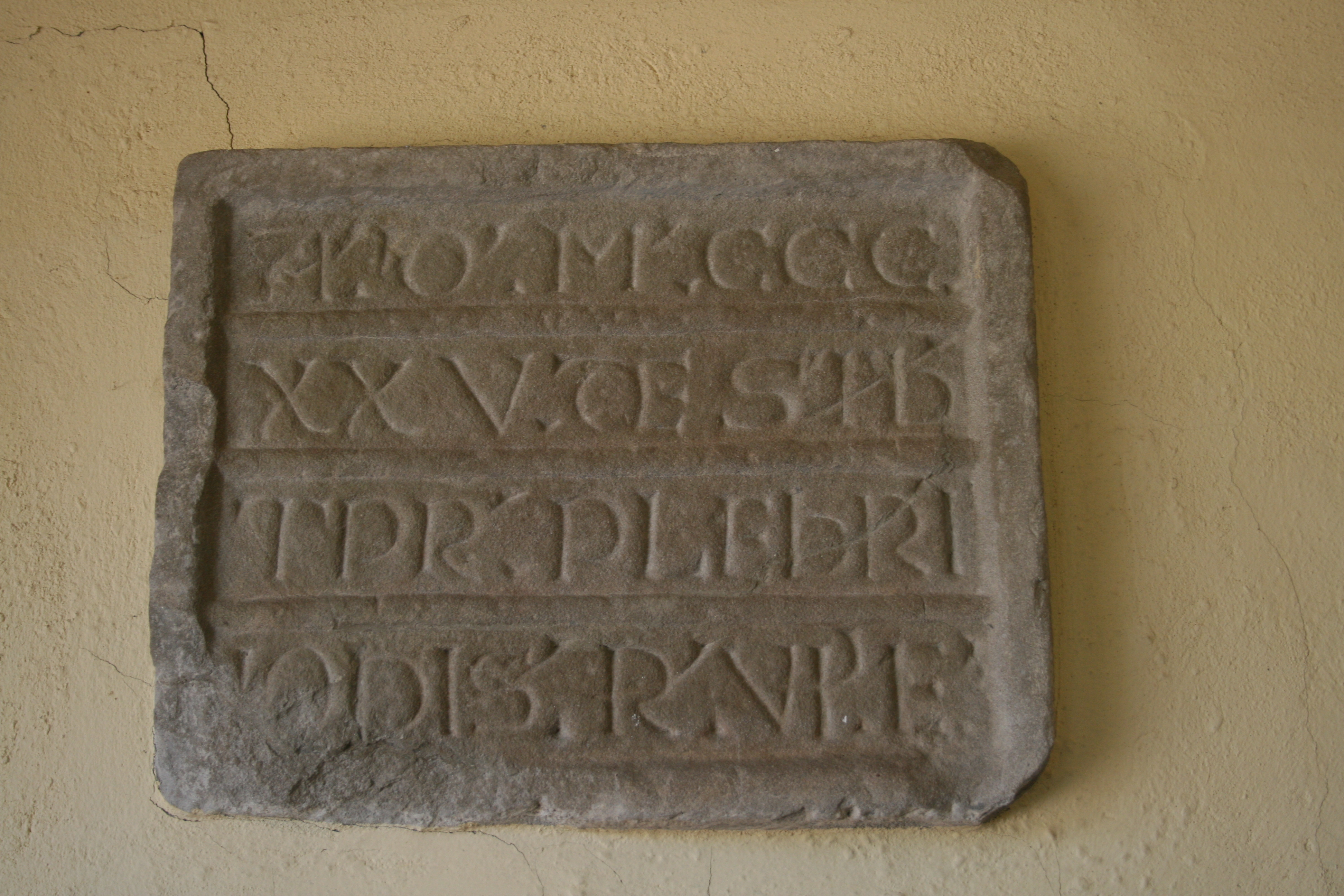
L'iscrizione del 1325

Santa Croce viene nominata anche in un antico catalogo delle chiese aretine compilato attorno al 1390 dove viene descritta come «Ecclesia S. Crucis de Petravelsa» che, fra le altre suffraganee del «Plebatus Poetorioli, seu Petrioli, vulgo Galatrona», pagava per sussidio alla IX Crociata "libras 4.18.3".
A ulteriore dimostrazione della sua antichità, sulla facciata di quello che rimane della chiesa è murata una lapide che dice «A.D. 'M' CCXXV. DE STB. TPR. PLEBNI JONI. R. VI. E.» ovvero, tradotto dal linguaggio epigrafico, «Anno Domini MCCCXXV die Septembris tempore Plesbiteri Johannis Rectoris huius Ecclesiae» quindi Santa Croce venne restaurata nel mese di settembre del 1325 dal presbitero Giovanni che ne era il Rettore.
La parrocchia di Santa Croce a Pietraversa fu poi traslata nel 1793 a Montevarchi nella chiesa del soppresso Monastero di Sant' Angelo alla Ginestra.